# Ocean County
Ocean County ist ein County im Bundesstaat New Jersey. Bei der Volkszählung im Jahr 2020 hatte das County 637.229 Einwohner und eine Bevölkerungsdichte von 387 Einwohnern pro Quadratkilometer. Der Verwaltungssitz (County Seat) ist Toms River.

## Geographie
Das zweitgrößte County im Bundesstaat hat eine Fläche von 2372 Quadratkilometern, wovon 724 Quadratkilometer Wasserfläche sind. Es grenzt im Uhrzeigersinn an folgende Countys: Monmouth County, Atlantic County und Burlington County und liegt direkt am Atlantik.

## Geschichte
Das County entstand 1850 durch eine Aufteilung des Monmouth County. Zunächst lag der Schwerpunkt der Erwerbstätigkeit in diesem ländlichen Raum in der Landwirtschaft und der Fischerei. Später wurde der Tourismus einer der Stützen der Wirtschaft.
In den frühen 1950er-Jahren bildeten sich auch in diesem County Vororte der großen Städte in New Jersey und New York. Begünstigt wurde dies durch Straßenbauprojekte wie den Bau des Garden State Parkway. Dies führte dazu, dass dieses County über Jahrzehnte hinweg das am schnellsten wachsende im Bundesstaat blieb. Die Bevölkerung wuchs demzufolge von 37.675 im Jahr 1940 auf 510.916 im Jahr 2000.
Zwei Orte im County haben den Status einer National Historic Landmark, der Georgian Court und der Hangar No. 1, Lakehurst Naval Air Station. 32 Bauwerke und Stätten des Countys sind insgesamt im National Register of Historic Places eingetragen (Stand 16. Februar 2018).

## Demografische Daten
Nach der Volkszählung im Jahr 2000 lebten im County 510.916 Menschen. Es gab 200.402 Haushalte und 137.876 Familien. Die Bevölkerungsdichte betrug 310 Einwohner pro Quadratkilometer. Ethnisch betrachtet setzte sich die Bevölkerung zusammen aus 93,05 % Weißen, 2,99 % Afroamerikanern, 0,14 % amerikanischen Ureinwohnern, 1,28 % Asiaten, 0,02 % Bewohnern aus dem pazifischen Inselraum und 1,24 % aus anderen ethnischen Gruppen; 1,29 % stammten von zwei oder mehr ethnischen Gruppen ab. 5,02 % der Bevölkerung waren spanischer oder lateinamerikanischer Abstammung.
Von den 200.402 Haushalten hatten 28,10 % Kinder und Jugendliche unter 18 Jahre, die bei ihnen lebten. 56,40 % waren verheiratete, zusammenlebende Paare, 9,20 % waren allein erziehende Mütter. 31,20 % waren keine Familien. 27,00 % waren Singlehaushalte und in 16,50 % lebten Menschen im Alter von 65 Jahren oder darüber. Die Durchschnittshaushaltsgröße betrug 2,51 und die durchschnittliche Familiengröße lag bei 3,06 Personen.
Auf das gesamte County bezogen setzte sich die Bevölkerung zusammen aus 23,30 % Einwohnern unter 18 Jahren, 6,60 % zwischen 18 und 24 Jahren, 26,00 % zwischen 25 und 44 Jahren, 21,90 % zwischen 45 und 64 Jahren und 22,20 % waren 65 Jahre alt oder darüber. Das Durchschnittsalter betrug 41 Jahre. Auf 100 weibliche Personen kamen 90,40 männliche Personen, auf 100 Frauen im Alter ab 18 Jahren kamen statistisch 86,40 Männer.
Das jährliche Durchschnittseinkommen eines Haushalts betrug 46.443 USD, das Durchschnittseinkommen der Familien betrug 56.420 USD. Männer hatten ein Durchschnittseinkommen von 44.822 USD, Frauen 30.717 USD. Das Prokopfeinkommen betrug 23.054 USD. 7,00 % der Bevölkerung und 4,80 % der Familien lebten unterhalb der Armutsgrenze. 10,00 % davon waren unter 18 Jahre und 5,60 % waren 65 Jahre oder älter.

## Städte und Ortschaften
| - Barnegat Light - Barnegat Township - Barnegat - Bay Head - Beach Haven West - Beach Haven - Beachwood - Berkeley Township - Brick Township - Cedar Glen Lakes - Cedar Glen West - Crestwood Village - Dover Beaches North - Dover Beaches South - Dover Township - Eagleswood Township - Forked River - Harvey Cedars - Holiday City South - Holiday City-Berkeley | - Holiday Heights - Island Heights - Jackson Township - Lacey Township - Lakehurst - Lakewood Township - Lakewood - Lavallette - Leisure Knoll - Leisure Village East - Leisure Village West-Pine Lake Park - Leisure Village - Little Egg Harbor Township - Long Beach Township - Manahawkin - Manchester Township - Mantoloking - Mystic Island - New Egypt - North Beach Haven | - Ocean Acres - Ocean Gate - Ocean Township - Pine Beach - Pine Ridge at Crestwood - Plumsted Township - Point Pleasant Beach - Point Pleasant - Seaside Heights - Seaside Park - Ship Bottom - Silver Ridge - South Toms River - Stafford Township - Surf City - Toms River - Tuckerton - Vista Center - Waretown |